# Villa Kollmann

Villa Kollmann 1996

Villa Kollmann 1950

Die Villa Kollmann befindet sich im zusammenhanglos verbauten Teil der Elisabethstraße im Grazer Stadtteil Geidorf und hat die Hausnummer 61. Sie wurde unter Baumeister Eduard Ertl und dem Maurermeister Josef Hönigmann in den Jahren 1886–1887 erbaut.

## Beschreibung
Die Villa ist eine repräsentative, zweigeschoßige, freistehende, fünfachsige, späthistoristische Villa mit Mansardendach, Seitenrisaliten, Balkon, Terrasse und reich strukturierter, neobarocker Fassadierung, welche zwei Wohnungen beinhaltet. Die Fassade weist eine Nutung über beide Geschoße auf. Die zur Elisabethstraße orientierte Hausfront wird von, durch Lisenen eingefassten, Seitenrisaliten gegliedert. Das erste Obergeschoß wird durch die Fensterrahmung mit gesprengten Segmentgiebeln, Stuckvasen und Blendbalustraden an den Risaliten und dem Balkon auf stuckierten Konsolen als Piano Nobile betont.
Die ringsum befindliche Parkanlage wird u. a. von einer Springbrunnen- und Schwimmbadstatue des Bildhauers Wilhelm Gösser geschmückt.

## Bedeutung

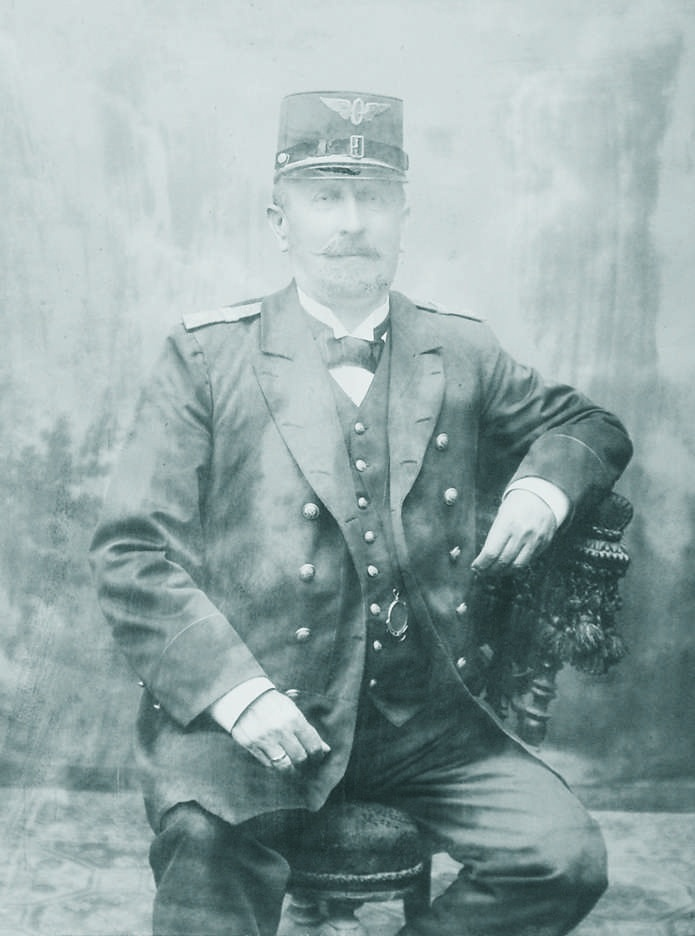
Bernhard Kollmann, Gründer u. Eigentümer der Grazer Pferdetramway

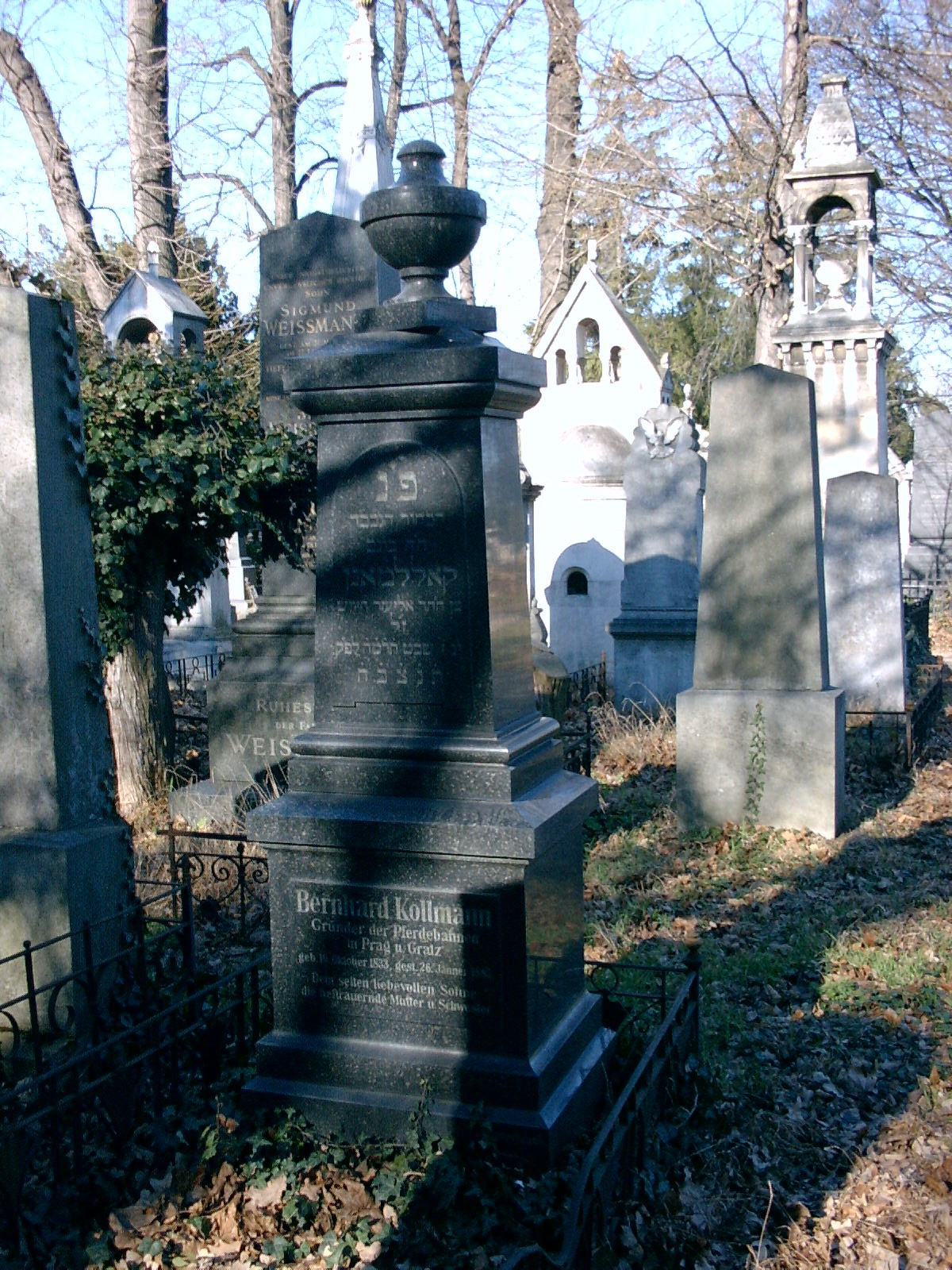
Grabstein von Bernhard Kollmann auf dem Wiener Zentralfriedhof

Springbrunnen

Initialen auf dem Haustor

Auf beiden Flügeln der Eingangstüre befinden sich die Initialen „K/K“. Diese Initialen bedeuten „Kollmann“, da die Erbauerin Katharina Markbreiter mit Geburtsnamen Kollmann hieß und die Halbschwester von Bernhard Kollmann, dem ersten Pferde-Tramway-Betreiber von Graz, war.
Bernhard Kollmann (geb. 10. Oktober 1833 Temesvár, gest. 26. Jänner 1885 Wien), Direktor der Prager Tramway und Eigentümer der Brünner Tramway, schloss am 25. Februar 1878 einen Vertrag mit der Stadtgemeinde Graz über die Errichtung und den Betrieb einer Pferdetramway, welche er bis zu seinem Tode betrieb. Der unverheiratete und kinderlose Bernhard Kollmann hinterließ ohne Testament als Erben seine damals 71-jährige verwitwete, wegen Altersschwachsinn entmündigte Mutter Regina Kollmann und seine damals 58-jährige Halbschwester Katharina Markbreiter, die mit dem Direktor der Grazer Tramway, Jakob Markbreiter, verheiratet war.
Katharina Markbreiter verfügte, dass diese Villa im Gedenken an ihren Bruder, Bernhard Kollmann, auf ewige Zeiten „Villa Kollmann“ heißen soll.

## Chronik
Nach dem Ableben der Erbauerin wurde die Villa 1909 zunächst an Armin Kollmann vererbt, 1916 durch eine Zwangsversteigerung von Alfred Pick erworben, 1930 an Hans Stolzer verkauft, 1931 von Alfred Pick wegen Vertragsbruch zurückgekauft, 1939 durch das NS-Regime enteignet und von der Reichsforstverwaltung für Steiermark als Kanzlei verwendet, 1949 durch die Rückstellungskommission an die Erben von Alfred Pick zurückgegeben, 1951 an Stefan Greif verkauft und 1982 schließlich an dessen Tochter verschenkt.